# 雷德帕斯峰
80°28′S 81°18′W / 80.467°S 81.300°W
雷德帕斯峰（英語：Redpath Peaks），是南極洲的山峰，位於埃爾斯沃思地，處於沙特克山東南面6公里，屬於埃爾斯沃思山脈中赫里蒂奇嶺的一部分，現時由南極條約體系管理。